# Schloss Hofhegnenberg

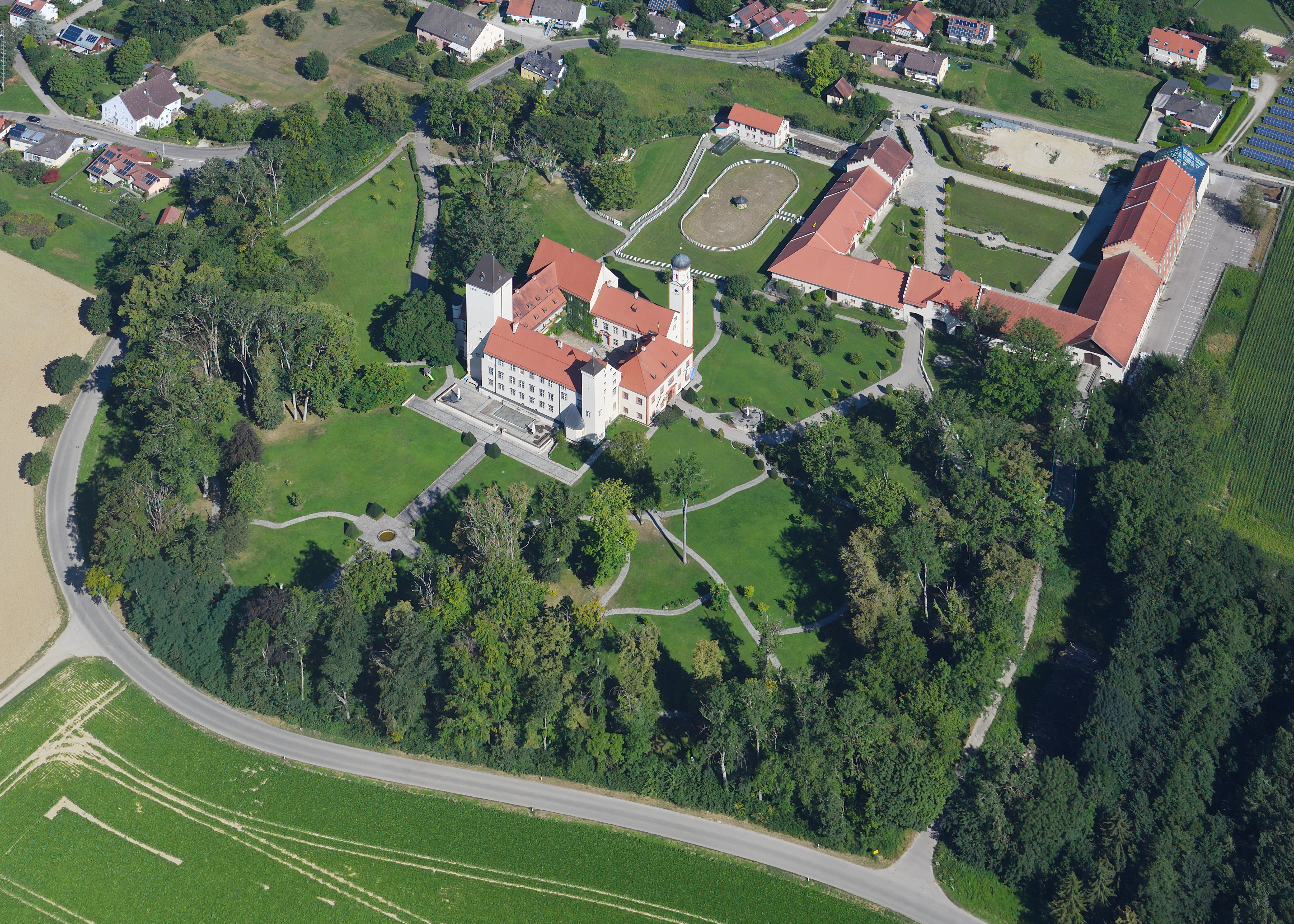
Schloss Hofhegnenberg und seine Parkanlage aus der Luft gesehen

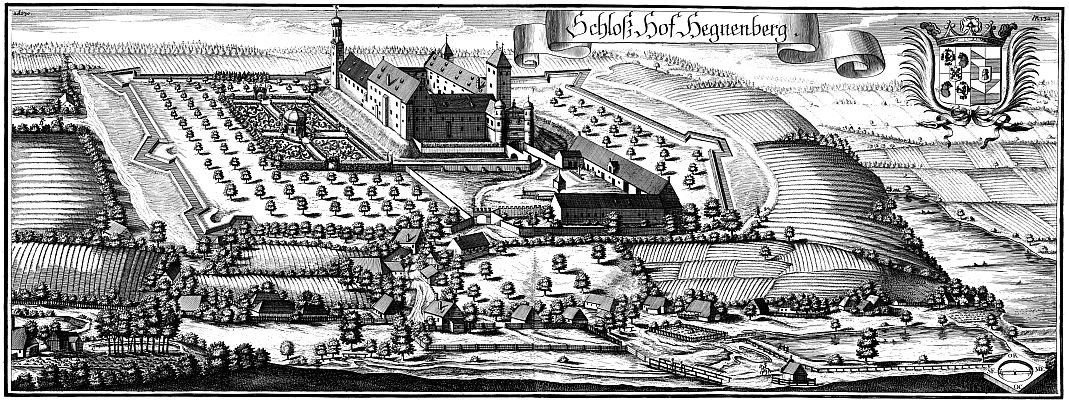
Schloss Hofhegnenberg um 1700. Stich von Michael Wening

Das Schloss Hofhegnenberg liegt am Rand des Steindorfer Gemeindeteiles Hofhegnenberg auf einer Anhöhe im Süden des Landkreises Aichach-Friedberg (Schwaben). Der gut erhaltene Adelssitz geht auf eine hochmittelalterliche Burganlage zurück, von der noch der Stumpf des Bergfriedes zu erkennen ist.

## Geschichte

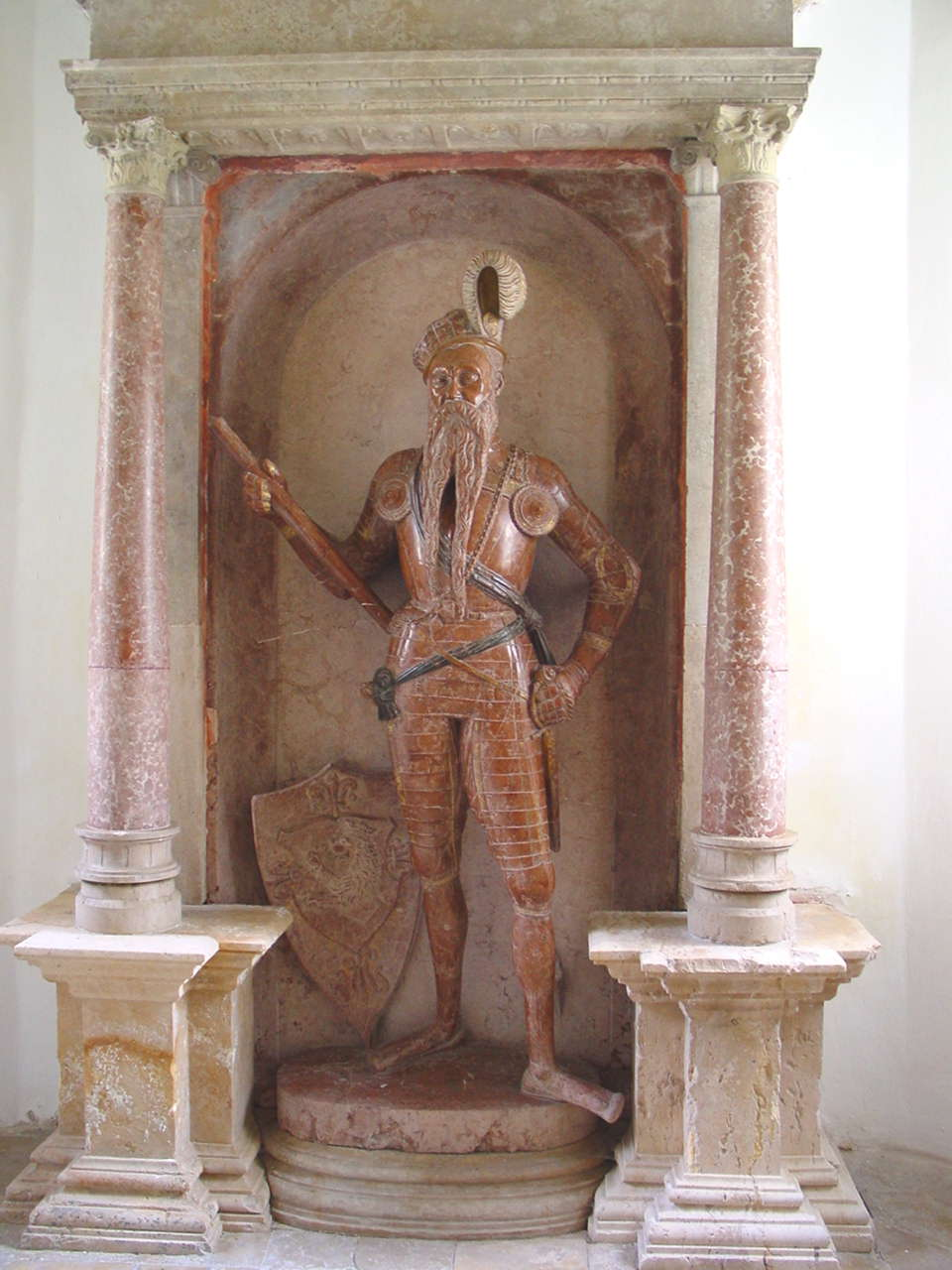
Das Rotmarmor-Epitaph Georgs von Hegnenberg-Dux in der Schlosskapelle

### Hochmittelalter
Die Herren von Hegnenberg stammten ursprünglich wahrscheinlich aus Oberschwaben. Ende des 12. Jahrhunderts erschienen Engelschalk und Hermann von Hegnenberg als welfische Dienstmannen in den Schriftquellen. Der namengebende Ansitz dieser Ministerialenfamilie war die kleine Turmhügelburg (Burgstall Althegnenberg) am südlichen Ortsrand des nahen Althegnenberg im heutigen Landkreis Fürstenfeldbruck.
Um 1300 verließen die Hegnenberger ihren Stammsitz im Ort und errichteten sich eine größere Burg auf dem etwa vier Kilometer entfernten, weithin sichtbaren Hügelrücken. Im späten Hochmittelalter lässt sich eine solche Verlagerung eines Ministerialensitzes auf die Höhe oft nachweisen. Die ursprünglich meist unfreien Dienstmannenfamilien hatten sich mittlerweile im Niederadel etabliert und wollten dies auch durch eine repräsentative Höhenburg dokumentieren.
Möglicherweise wurde der Burgneubau auch auf herzogliche Anordnung begonnen. 1296 hatte der Augsburger Bischof die Burg Kaltenberg bei Geltendorf zerstören lassen, um den Expansionsbestrebungen der Wittelsbacher Einhalt zu gebieten. Die Hegnenberger gehörten damals zum Gefolge des neuen Herzogs Rudolf. Die Burg dürfte also auch als Machtsymbol und Grenzbefestigung gegen das Hochstift Augsburg zu deuten sein.
Der erste schriftliche Nachweis der Höhenburg datiert aus dem Jahr 1354. Der Ritter Winhart von Rohrbach vermachte in dieser Urkunde vom 24. Oktober dem Hochstift Augsburg u. a. Zehnteinkünfte aus neun Juchert Acker „gelegen hinter der Burg zu Haegniberg“. Die Nennung der noch heute gebräuchlichen Flurbezeichnung „Roßberg“ in dieser Urkunde belegt, dass die genannte Burg mit der Vorgängeranlage des heutigen Schlosses gleichzusetzen ist.

### Spätmittelalter
1399 verkaufte Arnold der Ältere von Hegnenberg das herzogliche Lehen mit der Burg an den Friedberger Pfleger Hans den Pflaumdorfer. Als Kaufpreis wurden 1800 neue ungarische Gulden vereinbart. In der Kaufurkunde wird erstmals der Gesamtumfang der Hofmark festgehalten, der bis ins 19. Jahrhundert unverändert blieb.
1405 gab der Pflaumdorfer die Herrschaft an Jörg von Ersingen und „Paul den Aersinger“ den Jüngeren weiter. Bereits 1411 veräußerte Paul Aeresinger den Besitz wieder an Herzog Wilhelm III.
1462 bestellten die Herzöge Johann und Sigismund Heinrich Adelzhauser zum Pfleger zu Hegnenberg. Die Herzöge befanden sich damals in ständiger Geldnot und schuldeten auch dem Adelzhauser 1000 Gulden. Bis zur vollständigen Rückzahlung des Darlehens wurde dem Pfleger die Herrschaft Hegnenberg zur Nutzung überlassen.

### Frühe Neuzeit
1515 wird Raphael Sättelin im Salbuech des Schloß Hägnenberg als Pfleger genannt. Um 1540 scheint die mittelalterliche Burg sehr baufällig gewesen zu sein.
1542 belehnte Herzog Wilhelm IV. seinen unehelichen Sohn Georg von Hegnenberg mit der Hofmark Hegnenberg. Der um 1511 geborene Georg wurde zum Stammvater der Familie von (Hof)Hegnenberg-Dux, deren letzter männlicher Spross aus einer Seitenlinie 1902 verstarb. Die Hauptlinie erlosch bereits 1786 mit dem Freiherrn Georg Ignaz Peter.
Georg, „Ritter vom güldenen Sporn“, musste große Teile des Ansitzes erneuern lassen. 1557 war der Um- und Neubau vollendet. Der hochmittelalterliche Südwestturm überragte allerdings weiterhin den Gebäudekomplex. Er wurde erst um 1790 gekappt, als auch der westliche Schlosseingang verändert wurde. Der alte Zustand ist auf einem Kupferstich Michael Wenings (1701) überliefert. Der hohe Südwestturm (wohl der ehemalige Bergfried) trug danach ein hohes Zeltdach, die beiden Rundtürmchen am Torbau besaßen Zwiebelhauben.

### 19. Jahrhundert bis zur Gegenwart
Die „Dolllingische Branche“ der Herren von Hegnenberg wurde 1790 in den Reichsgrafenstand erhoben. Über die Tochter des letzten Grafen kam die Herrschaft schließlich 1902 an die Familie ihres Ehemannes Otto Wilhelm Freiherr von Gebsattel. Die Familie von Gebsattel bewohnt den großen Schlossbau bis in die Gegenwart. Das Anwesen ist von einer großen englischen Parkanlage umgeben und nicht öffentlich zugänglich.
Das Schloss diente mehrmals als Fernsehkulisse, so von 1988 bis 2006 für die Fernsehserie Forsthaus Falkenau.
Ende 2008 verkaufte der letzte adlige Schlossherr die Anlage an den Unternehmer Peter Löw. Nach dem Erwerb sanierte und restaurierte Löw das Gebäude.

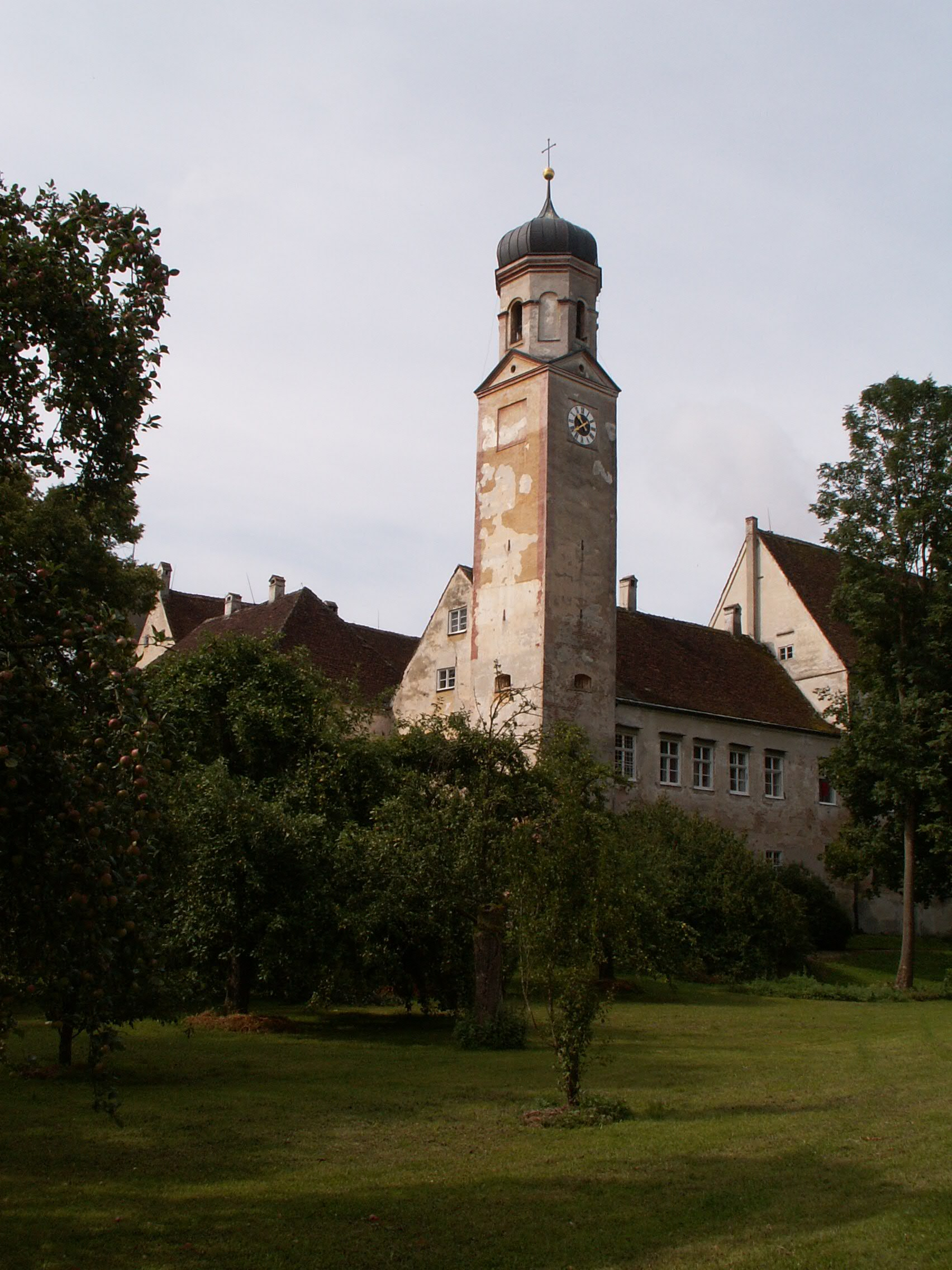
Schloss Hofhegnenberg 2007 vor der Sanierung

Anfang Dezember findet jedes Jahr ein Weihnachtsmarkt im Schlosshof statt.

## Baubeschreibung
Das Schloss liegt innerhalb eines von alten Baumbeständen abgeschlossenen Parks auf dem Roßberg über Steindorf. Nordöstlich ist ein großer, rechteckiger Wirtschaftshof vorgelagert, dessen Gebäude in ihrer heutigen Form weitgehend aus dem 19. Jahrhundert stammen.
Hauptschloss

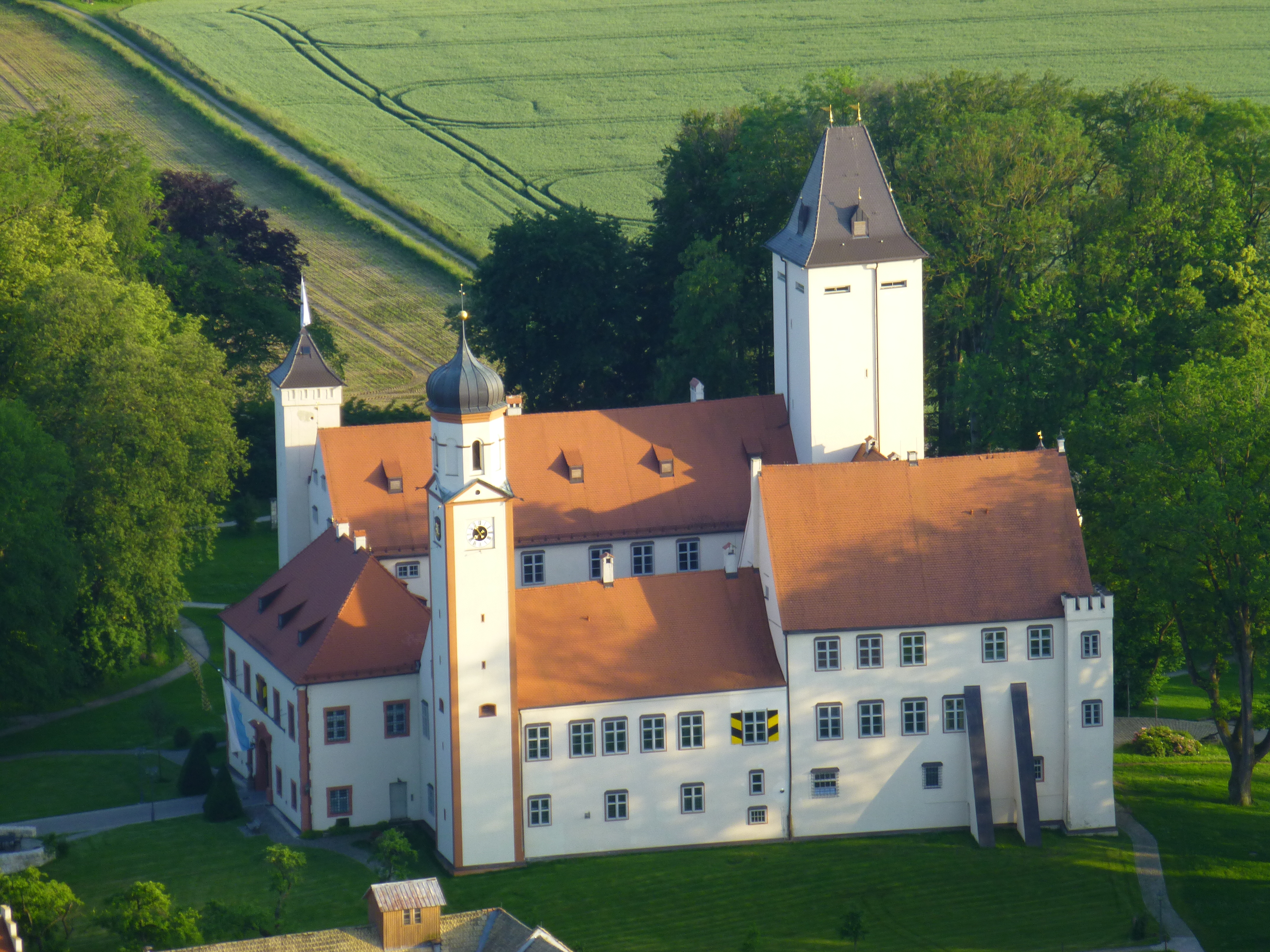
Nordostansicht des Schlosses

Die umfangreiche Vierflügelanlage des Hauptschlosses ist um einen rechteckigen Innenhof angeordnet. Die zwei- bis dreigeschossigen Flügel werden von Satteldächern abgeschlossen. Im Nordwesten und Südosten überragen zwei quadratische Ecktürme die Anlage. Der nordöstliche Turm trägt ein Oktogon mit einer Zwiebelhaube, der südöstliche neugotische Zinnen.
Auch der westliche Torbau wurde um 1790 neugotisch verändert. Eine lange Durchfahrt führt in den Innenhof. Über dem Tor ist ein Wappenstein (1557) eingelassen. Der repräsentative Torbau der Ostseite stammt aus dem 18. Jahrhundert und zeigt schlichte barocke Stilformen.
Die Außenwände werden nur durch die einfachen rechteckigen Fensteröffnungen mit Fensterläden gegliedert. Die Rundbogenarkaden der östlichen und westlichen Hoffassaden sind vermauert.
An die hochmittelalterliche Burganlage erinnern noch die Buckelquader des mutmaßlichen Bergfriedstumpfes an der Südwestecke. Der Turm ist das bedeutendste Zeugnis hochmittelalterlicher Adelskultur im Landkreis.
Der Stich Michael Wenings von 1701 dokumentiert eine weitläufige barocke Bastionärbefestigung um den Schlossbezirk. Im Gelände erkennt man noch einige Erdwerke dieser Schanzen und ein gemauertes Gewölbe.
Schlosskapelle

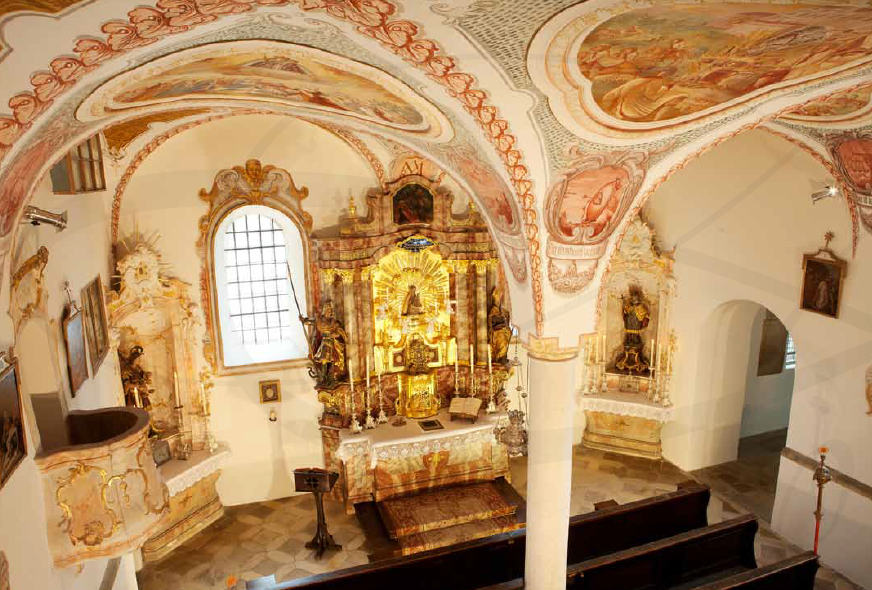
Schlosskapelle, Schloss Hofhegnenberg

Die ehemalige Wallfahrtskapelle St. Maria liegt im Erdgeschoss in der Südostecke des Schlossgeviertes. Der quadratische Raum (Seitenlänge ca. 10 Meter) mit seinen vier Kreuzgratgewölben über einer Mittelsäule entstand im 16. Jahrhundert im Zuge des Schlossumbaues. 1751 wurde der südliche Anbau hinzugefügt (Wilgefortis-Seitenkapelle).
Die Gewölbefresken (um 1740) illustrieren Darstellungen aus der Wallfahrtsgeschichte. Man erkennt u. a. einen schwedischen Soldaten, der das Gnadenbild der hl. Maria während des Dreißigjährigen Krieges ins Feuer werfen will. Bemerkenswert ist die Schlossansicht im Hintergrund, die wie der Wening-Stich von 1701 die Westseite des Herrensitzes zeigt.
Das Gnadenbild im Zentrum des Hochaltares wird in die zweite Hälfte des 15. Jahrhunderts datiert. Die sitzende Madonna ist von einem barocken Strahlenkranz umgeben. Acht Putten sitzen auf Cumuluswolken im Arkadenbogen. Der Altaraufbau stammt von 1739. Die beiden Seitenfiguren der hll. Georg und Nikolaus sind Werke Bartholomäus Kriechbaums.
Im dreiseitig geschlossenen Anbau ist seit dem 19. Jahrhundert das große Rotmarmor-Epitaph Georgs von Hegnenberg-Dux aus der ehemaligen Franziskanerkirche zu München aufgestellt. Der 1589 verstorbene Stammvater der Grafen von Hegnenberg steht in selbstbewusster Haltung im Harnisch in einer Renaissance-Ädikula.